# Фридрих Лудвиг фон Вицлебен
Фридрих Лудвиг фон Вицлебен (на немски: Friedrich Ludwig von Witzleben; * 9 май 1755 във Волмирщет, част от Кайзерпфалц в Саксония-Анхалт; † 16 март 1830 в Касел) от стария благороднически род фон Вицлебен от Тюрингия е господар на Волмирщет в Саксония-Анхалт, др. юрист, лесничей, министър, писател, държавен съветник, генерален директор на водите и горите в Хесен и Кралство Вестфалия.
Той е големият син на дворцовия майстер Фридрих Вилхелм фон Вицлебен (1714 – 1791) и втората му съпруга графиня Кристина Амалия фон дер Шуленбург (1732 – 1781) от род Волфсбург, дъщеря на генерал-лейтенант граф Адолф Фридрих фон дер Шуленбург (1685 – 1741) и Анна Аделхайд Катарина фон Бартенслебен (1699 – 1756). Брат е на Георг Хартман фон Вицлебен (1766 – 1841), пруски таен съветник и др.-юрист.
На 14 г. Фридрих Лудвиг фон Вицлебен е изпратен да учи стари езици като латински в градското училище в Наумбург. Той се мести след една година да учи в Хале. През 1774 г. той започва да следва право в Йенския университет, през 1776 г. става „доктор по право“ и завършва следването си през 1778 г. Той не успява да намери работа в различни саксонски дворове. През началото на 1779 г., по препоръка на роднините му, той отива в Диленбург. През декември 1779 г. той може да започне работа като горски служител.
Той има успехи в управлението и на 1 септември 1782 г. е повишен на „форст-майстер“. Малко след това той поема управлението на горите и лова в Насау-Зиген. През 1785 г. той става главен ловен майстер и 1795 г. също президиума на „берг-комисията“.
След окупацията от Наполеон той запазва поста си 1807 г. Той става държавен съветник и генерален директор на горите и водите до 1814 г.
След окупацията той става таен държавен министър. От 1821 до 1826 г, той е финансов министър на Курфюрство Хесен. От 1823 до 1830 г. той ръководи цялото държавно министерство.
През 1798 г. той основава лесничейско училище във Валдау, което заради военното положение е затворено през 1815 г..
Фридрих Лудвиг фон Вицлебен е погребан в старото гробище в Касел до „църквата Лутер“.

## Фамилия
Фридрих Лудвиг фон Вицлебен се жени на 31 декември 1782 г. в Диленбург за фрайин София Маргарета Луиза фон Пройшен фон и цу Либенщайн (1761 – 1863), дъщеря на фрайхер Георг Ернст Лудвиг он Пройшен фон и цу Либенщайн (1727 – 1794), президент в Диленбург, и Маргарета Луиза Бютнер.
Те имат децата:
- Анета фон Вицлебен (1783 – 1857), омъжена 1808 г. в Касел с политика и поет Антон фон Харденберг (1780 – 1825), по-малък брат на Новалис
- Ернестина фон Вицлебен (1784 – 1863), омъжена 1804 г. с юриста Карл Хартвиг Грегор фон Мойзебах († 1847)
- Каролина фон Вицлебен (1787 – 1860), омъжена 1820 г. в Обервидерщет за чичо си Георг Хартман фон Вицлебен (1766 – 1841)
- Фридрих фон Вицлебен (1790 – 1858), госпорад на Вайделсхоф, хесенски „обер-форстмайстер“, женен с Шарлота фон Баумбах (1788 – 1847)
- Карл фон Вицлебен (1794 – 1825), камерхер и главен съдебен съветник, женен с фрайин София Шенк цу Швайнсберг (1796 – 1873)

## Произведения
- Die Direction des Forstwesens setzt staatswissenschaftliche Kenntnisse und gehörige Landeskunde voraus; aus der Siegen'schen Köhlerei-Verfassung erläutert. In: Moser'sches Forstarchiv, Band 7, 1791.
- Ueber die rechte Behandlung der Rothbuchen-Hoch-oder Saamen-Waldung, vorzüglich über die Bewirthschaftung pfleglich erzogner, gut und geschlossen stehender, vormals bereits regelmäßig behandelter Buchwaldungen, 1795, 1805.
- Ueber Baumschulen und Pflanzungen, 1796.
- Beiträge zur Holzcultur, 1797, 2. Auflage 1800.
- Abhandlung über einige noch nicht genug erkannte und beherzigte Ursachen des Holzmangels, 1800.
- Aufsätze, die schwerpunktmäßig das praktische Forstwesen betreffen. Diese wurden in den Jahrgängen 1794 – 1806 des Taschenbuchs für Forst-und Jagdfreunde von Ludwig von Wildungen abgedruckt.